# Walk Around the Moon
Walk Around the Moon è il decimo album in studio del gruppo musicale statunitense Dave Matthews Band, pubblicato nel 2023.

## Tracce
1. Walk Around the Moon – 4:49 (David J. Matthews, Carter Beauford, Stefan Lessard, Tim Reynolds, Rashawn Ross, Jeff Coffin, Arthur "Buddy" Strong, Rob Evans)
2. Madman's Eyes – 4:48 (Matthews, Beauford, Lessard, Reynolds, Ross, Coffin, Strong)
3. Looking for a Vein – 2:44 (Matthews, Evans)
4. The Ocean and the Butterfly – 3:05 (Matthews, Beauford, Lessard, Reynolds, Ross, Coffin, Strong)
5. It Could Happen – 2:46 (Matthews, Beauford, Lessard, Reynolds, Ross, Strong)
6. Something to Tell My Baby – 2:32 (Matthews)
7. After Everything – 2:47 (Matthews, Beauford, Lessard, Reynolds, Ross, Coffin, Strong)
8. All You Wanted Was Tomorrow – 3:50 (Matthews, Beauford, Lessard, Reynolds, Ross, Coffin, Strong)
9. The Only Thing – 4:42 (Matthews, Beauford, Lessard, Reynolds, Ross, Coffin, Strong, John Alagía)
10. Break Free – 4:08 (Matthews, Beauford, Lessard, LeRoi Moore, Boyd Tinsley, Mark Batson)
11. Monsters – 3:33 (Matthews, Beauford, Reynolds, Alagía)
12. Singing from the Windows – 2:58 (Matthews)

## Formazione
- Carter Beauford – batteria (1–2, 4–5, 7–11), cori (1–2, 7–9), cabasa (1), tamburello (9)
- Jeff Coffin – sassofono tenore, sassofono baritono (1–2, 7–10), tárogató (2), sassofono soprano (4)
- Stefan Lessard – basso (1–2, 5, 7–10), Moog Taurus pedals (2), contrabbasso (4)
- Dave Matthews – voce, chitarra acustica (2–6, 8–9, 11–12), chitarra elettrica (1–3, 5, 7, 9), cori (1–2, 5, 7, 9, 11), Wurlitzer (1, 3, 5), sintetizzatore (1, 3), piano (1, 5), Mellotron, chitarra in nylon (1), tamburello, sitar elettrico (2), basso, loops (3), organo (6), chitarra baritono (10)
- Tim Reynolds – chitarra elettrica (1–2, 4–5, 7–11), chitarra acustica a 12 corde, chitarra al contrario (2), chitarra in nylon (5), dobro (8), chitarra acustica (9)
- Rashawn Ross – tromba (1–2, 4, 7–10), cori (1–2, 7–9), flicorno (1, 5, 9)
- Buddy Strong – organo Hammond B3 (1–2, 5, 7–10), cori (1–2, 7–9), piano (1, 5, 8), Wurlitzer (2, 4, 7, 9), Moog One (5, 7, 9), voce (7), piano Rhodes (8), clavinet (9)